# Pedraforca
Pedraforca je hora ve Španělsku vysoká 2 506 m n. m. Nachází se v předhůří Pyrenejí nedaleko města Berga. V okolí hory byl vyhlášen přírodní park Cadí-Moixeró. Roste zde dub pýřitý, javor kalinolistý, muchovník oválný a borovice lesní. Hora je tvořena převážně vápencem z období křídy.
Hora se vyznačuje charakteristickým rozeklaným tvarem, který jí dal název (pedraforca znamená v katalánštině „kamenné vidle“). Dva hlavní vrcholy jsou Pollegó Superior s nadmořskou výškou 2 506 m a Pollegó Inferior s nadmořskou výškou 2 445 m. Mezi nimi se nachází sedlo Enforcadura s nadmořskou výškou 2 356 m.
Pedraforca patří k symbolům Katalánska a je vyobrazena také ve znaku comarky Berguedà. S horou je spojena legenda o čarodějnických sabatech, které se zde mají konat o silvestrovské noci. Výstup na vrchol se doporučuje pouze zkušeným horolezcům.